# Henrietta Greville
Henrietta Greville MBE,  de soltera Wyse (9 de octubre de 1861 – 29 de agosto de 1964) fue una organizadora sindical australiana y una de las primeras mujeres en postularse para el Parlamento australiano con un importante respaldo del partido.

## Biografía
Greville nació en Dunedin, Nueva Zelanda, hija del buscador de oro nacido en Australia Henry Wyse y Rebecca Hutchinson. La familia se mudó a Victoria en 1866 y a Nueva Gales del Sur en 1868. A pesar de su falta de educación formal, fue maestra brevemente a los 17 años. El 3 de agosto de 1881, en la Oficina de Registro de Albury, se casó con el joyero John Collins, pero se separaron en 1889, Henrietta y sus cuatro hijos regresaron a la granja de sus padres en Temora. Collins moriría más tarde en Australia Occidental.
Trabajó como costurera, pero la depresión de 1890 la obligó a mudarse a los campos de oro en West Wyalong, donde ayudó a establecer una sucursal local del Partido Laborista Australiano. Se casó con el minero y organizador sindical Héctor Greville el 30 de agosto de 1894, y a pesar de mudarse constantemente para mantener a la familia, tuvieron un matrimonio feliz. Henrietta se convirtió en organizadora del Sindicato de Trabajadores de Australia y más tarde se hizo influyente en el Sindicato de Trabajadoras, sirviendo como su delegada en el Consejo de Comercio y Trabajo. En 1902, la familia estaba en Sídney, donde se asoció con el grupo radical de Bertha McNamara, y en 1908 se convirtió en organizadora del Sindicato de Trabajadores Blancos. Activista contra el reclutamiento, junto a Eva Seery fueron las primeras en ser respaldadas para una elección federal por un partido político importante cuando se postularon para las elecciones federales de 1917 como candidatas laboristas, aunque en asientos conservadores seguros (Greville fue derrotada en Wentworth ). Posteriormente se presentó para la sede estatal de Vaucluse en 1927.
Estudió economía de 1914 a 1916 y se convirtió en secretaria de la Asociación de Trabajadores de la Educación de Nueva Gales del Sur en Lithgow en 1918, pasando a ser ejecutiva en 1919 y presidenta, la primera, en 1920. Permaneció activa durante muchos años, estando particularmente asociada con la educación sexual, y dirigía grupos a los 94 años. Su esposo murió en 1938, pero Greville siguió siendo una figura pública, y en 1945 se convirtió en miembro vitalicio de la Unión de Mujeres Australianas. Alrededor de esa época, comenzó a identificarse más con el Partido Comunista de Australia, al que apoyó pero no se unió. 
Fue nombrada miembro de la Orden del Imperio Británico en enero de 1958. Murió a los 102 años en Lakemba en 1964 y fue incinerada. Un bloque de unidades de pensionistas fue nombrado en su memoria en ese año. Le sobrevivieron dos hijos y una hija de su segundo matrimonio.